# Alvis Stormer
Az Alvis Stormer a brit Alvis Vickers Vállalat által kifejlesztett modern páncélozott szállító harcjármű, az Alvis mára a BAE Systems Land and Armaments Vállalatának leányvállalata, BAE Systems néven.
A Stormer a CVR (Combat Vehicle Reconnaissance, Felderítő Harcjármű) család tagja.

## Változatok
Mint a legtöbb modern páncélozott szállító harcjármű a Stormer is átalakítható a különböző harci körülményekhez:

### Stormer HVM
A Brit Szárazföldi Erők Stormer harcjárműve, Starstreak Nagy Sebességű Légvédelmi Rakétával (HMV), rövid távú légvédelmi feladatokra .

### Flat bed Stormer
A Stormer transport változat teher raktérrel, a Shielder akna telepítő rendszer számára.

### Stormer 30
Stormer 30 a Stormer harci felderítő járművé alakított változata. A járműre szerelt toronnyal és egy 30 mm-es automata ágyúval, és a torony két oldalára szerelhető TOW irányított páncéltörő rakétával.

## Alkalmazók
- Indonézia hadereje -40
- Malajzia hadereje -25
- Omán hadereje -4
- Egyesült Királyság hadereje -151

## Kapcsolódó oldalak
- Stormer 30 Tracked Armoured Reconnaissance Vehicle/Light Tank - Army Technology(angol nyelvű)
- Stormer - Light Armoured Vehicles - Jane's Land Forces(angol nyelvű)